# Baldwin Street

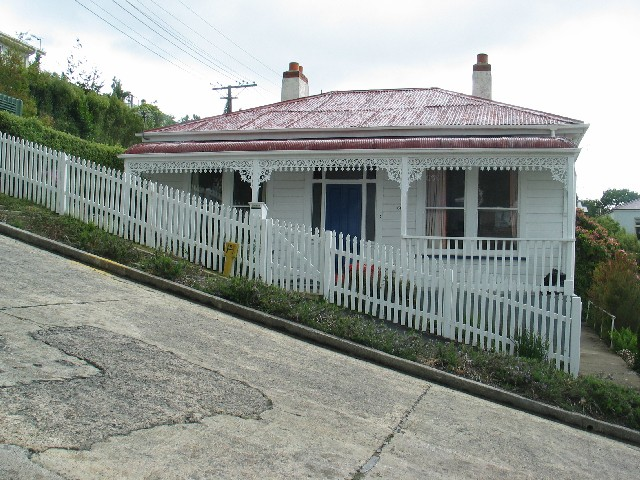

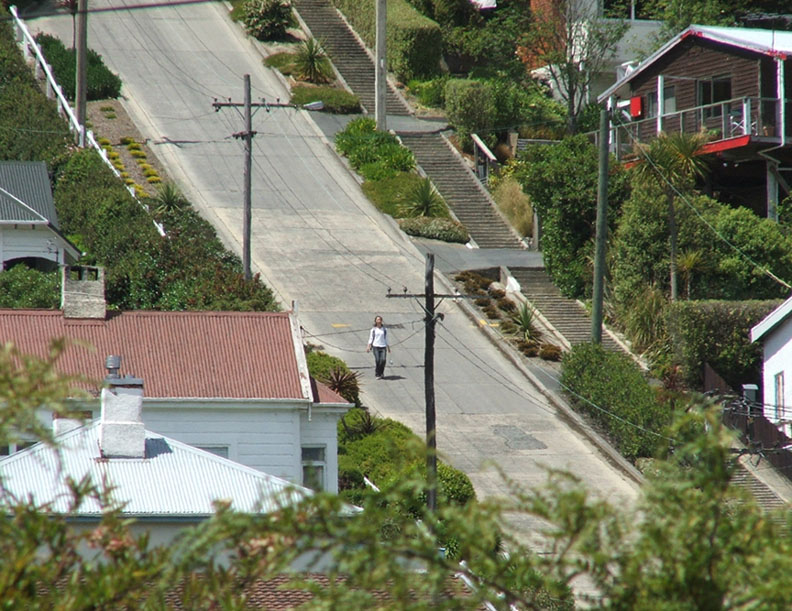

Baldwin Street, gelegen in een buitenwijk van Dunedin, Nieuw-Zeeland, is een zeer steile straat en werd tot 16 juli 2019 door het Guinness Book of Records erkend als de steilste straat ter wereld, toen bekend werd dat het straatje Ffordd Pen Llech in Wales net iets steiler was. De 350 meter lange weg heeft op het steilste punt een stijgingspercentage van 35%. Voor elke 2,86 meter horizontaal afgelegd gaat de straat 1 meter omhoog. Ffordd Pen Llech heeft daarentegen een stijgingspercentage van 37,5% en gaat 1 meter omhoog voor elke 2,67 meter die horizontaal wordt afgelegd.
Begin 2020 evalueerde Guinness Book of Records de meetmethode van 2019. De helling werd toen gemeten aan steeds de laagste kant van de straat, dat was meestal de linker- of de rechterkant. Na de evaluatie werd besloten steeds in het midden van de weg te meten. Hieruit bleek dat Baldwin Street toch de steilste straat is met een helling van 34,8% tegen Ffordd Pen Llech met een helling van 28,6%.
Het stratenplan van Dunedin werd in de 19e eeuw door beleidsmakers in Londen uitgetekend, zonder zicht op het daadwerkelijke terrein. De hellingsgraad van de straat is zodoende onopzettelijk.
Het hogere gedeelte van de straat is bedekt met beton, aangezien asfalt op hete dagen naar beneden zou stromen.
Sinds medio 1990 wordt de "Baldwin Street Gutbuster" gehouden, waar deelnemers naar de top rennen en weer terug. Het deelnemersaantal van het jaarlijkse evenement kan tot 1000 oplopen.